# Кременчуцька гуманітарно-технологічна академія
Комунальний заклад вищої освіти «Кременчуцька гуманітарно-технологічна академія» Полтавської обласної ради — вищий навчальний заклад у Кременчуці. За час свого існування декілька разів змінював офіційну назву. Заклад було засновано у м. Лохвиця під назвою Лохвицький педагогічний технікум. У Кременчук був переведений у 1969 році.
Попередні назви:
- Лохвицький педагогічний технікум (1931—1937)
- Лохвицька педагогічна школа (1937—1944)
- Лохвицьке педагогічне училище (1945—1969)
- Кременчуцьке педагогічне училище (1969—1988)
- Кременчуцьке педагогічне училище ім. А. С. Макаренка (1988—2015)
- Кременчуцький педагогічний коледж імені А. С. Макаренка (2015—2022)
- Кременчуцька гуманітарно-технологічна академія імені А. С. Макаренка (2022—2024)

## Історія

### 1930-ті роки
У 1930-х роках виникла велика потреба в педагогічних кадрах, адже у 1930 р. вийшла постанова ЦВК та РНК СРСР «Про загальне обов'язкове початкове навчання», і у СРСР розгорнулась широка підготовка вчителів I—IV класів.
У липні 1931 року Лохвицький технікум радянського будівництва, що працював у системі Народного комісаріату освіти УРСР, на підставі постанови Раднаркому УРСР розпорядженням Народного комісаріату освіти був реорганізований у педагогічний технікум, який і почав працювати з 1 вересня 1931 року.
Приміщення, де був розташований технікум, було збудоване ще в ХІХ ст. для ректифікаційного заводу. Наприкінці ХІХ ст. у цьому приміщенні був винний склад. В 1907—1908 рр. Лохвицька міська управа перебудувала приміщення. Перший і другий поверхи були значно розширені й пристосовані для навчання. У 1908 році в це приміщення була переведена Лохвицька міська жіноча гімназія. Після Жовтневого перевороту 1917 року до 1930 року в приміщенні майбутнього педтехнікуму працювала семирічна школа, а з 1 вересня 1930 року — Лохвицький технікум радянського будівництва, який у червні 1931 року зробив свій перший і останній випуск — 28 осіб.
Директором технікуму радбудівництва працював Гармаш Євтихій Іванович, який став і першим директором Лохвицького педтехнікуму. А з жовтня 1931 року на посаду директора призначили молодого педагога Ковтуна Миколу Наумовича, якого вже весною 1932 року призвали до лав Червоної Армії (тимчасово обов'язки директора виконував Іщенко Еммануїл Климович, який працював завучем). Узагалі ж, у перші роки існування навчального закладу часто змінювали директорів.
На першому поверсі функціонувала базова початкова школа, де студенти педтехнікуму проходили педагогічну практику. Також у перший рік свого існування у другому півріччі педтехнікум направив своїх вихованців на двотижневу практику в школи Лохвицького району.
Перший випуск Лохвицького педтехнікуму було відзначено 25 червня 1932 року. З 15 серпня всіх молодих випускників направлено на роботу учителями у I—IV класах, окремі працювали учителями-предметниками у V—VIII класах. Всі одержали призначення у тодішню Харківську область.
Щоб забезпечити потребу в кадрах, при Лохвицькому педтехнікумі відкрили також 6-місячні педкурси, на яких навчалося 90 студентів. Другі педкурси були вже 9-місячні і працювали з 1 вересня 1932 р. по 1 липня 1933 р. На них навчалося 60 студентів.
Проживали у ті часи студенти в гуртожитках, де були лише дерев'яні тапчани, столики і стільці. Надто слабкою була навчально-матеріальна база: не вистачало підручників, зошитів. У позаурочний час студенти працювали в колгоспах та на інших громадських роботах.
У розподілі стипендій брав участь студентський профком. Не всі студенти забезпечувалися стипендією, все залежало від рівня успішності.
З кінця 1932 року при Лохвицькому педтехнікумі почав працювати заочний відділ.
У 1937 році педтехнікум перейменували в педшколу. Одночасно були змінені навчальні плани та програми. У навчальному корпусі тоді розміщалося 9 навчальних груп. Школа мала 4 корпуси гуртожитків, у яких розміщалося до 70 % складу студентів. Всі викладачі, які мали в цьому потребу, жили при педшколі. Школа вела допоміжне господарство, продукти з якого йшли на харчування студентів.
До 1939 року випускники педшколи призначалися переважно в Харківську, Полтавську, Дніпропетровську області та на Донбас. А з 1939 року основна маса випускників направлялась на роботу в західні області України.
Щороку на 1-й курс приймали 3 групи. Загалом навчалося до 12 груп. На базі семирічки навчання тривало три роки, а на базі 10 класів — один рік. При педшколі продовжував існувати заочний відділ, на якому навчалося понад 600 вчителів-практиків. Також здійснювалась курсова система підготовки вчителів для I—IV класів.
Працювали гуртки та спортивні секції: співочий, музичний, драматичний, педагогічний, літературний. З концертними програмами виступали гуртківці перед лохвичанами та селянами.

### 1940-ві роки
У часи Другої Світової війни на фронт пішли багато викладачів і студентів педшколи. Два воєнних роки педшкола не працювала. Як тільки у вересні 1943 року Лохвиччина була звільнена, роботу педшколи відновили. Директором призначається Федорко П. В.
За роки війни майже вся Лохвиця була зруйнована. У тяжких умовах доводилось відновлювати навчально-виховну роботу. Основний корпус виявився непридатним для навчання, а відбудовувати його не було можливостей. Обладнали класні кімнати в будинку, де до війни знаходився гуртожиток. Матеріальна база була повністю знищена. Близько 20 парт позичили в уцілілих школах району. Студенти розшукували літературу, підручники у знайомих, колишніх випускників і користувалися ними. Зошитів також не мали. Писали на газетах та обгортковому папері. У 1943 році до навчання приступило 90 студентів.
У червні 1944 р. педшкола зробила перший випуск після трирічної перерви. Випущено 30 молодих учителів початкової школи. З 1 січня 1945 року згідно з постановою МО УРСР педагогічна школа стала називатися педагогічним училищем.
У тому ж 1945 році директором педучилища призначають Василя Миколайовича Трушевського. Саме він стане ініціатором відбудови основного корпусу педучилища. Відновила свою роботу і бібліотека, яка поки що лише частково могла забезпечити потреби студентів. Матеріальна база з кожним роком ставала кращою. Збільшувався і набір студентів як на стаціонарне навчання, так і на заочне.

### 1950—1960-ті роки
Майже 10 років очолював заклад В. М. Трушевський. У 1955 році, після його смерті, директором педучилища призначається Семко Петро Борисович, який працював на цій посаді до 1958 року.
З 1959 року Лохвицьке, а потім і Кременчуцьке педучилище пов'язане з життям і роботою Петра Карповича Бойка, який очолював педколектив до 1987 року. В 1969 році він отримав дозвіл на перевід педучилища з Лохвиці до Кременчука, де у 1960-х роках було побудоване нове приміщення педучилища. З Лохвиці до Кременчука прибуло 412 студентів. Всі вони були розміщені в гуртожитку тролейбусного управління, а згодом було завершене будівництво власного гуртожитку.

### 1970—1980-ті роки

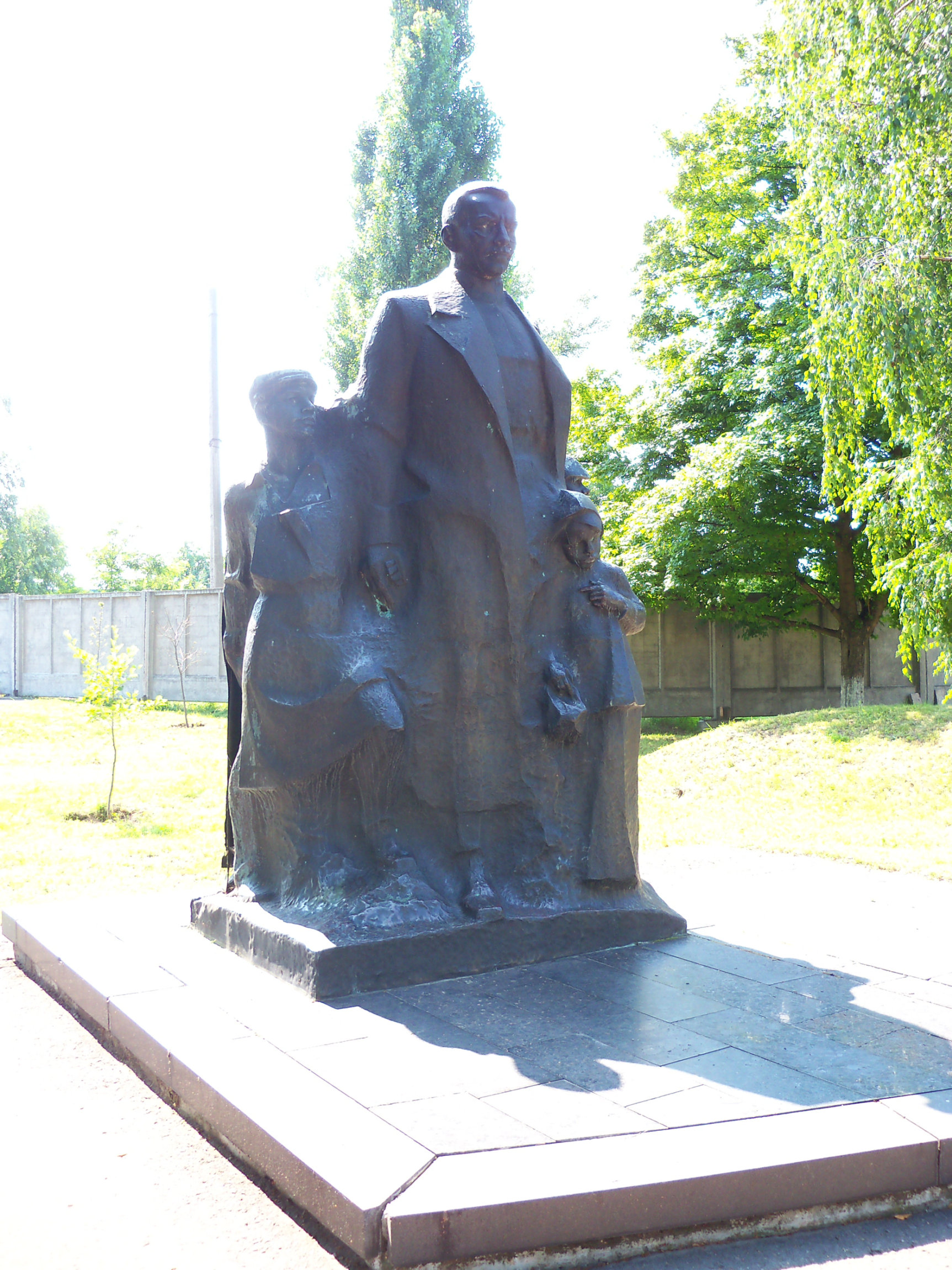
Пам'ятник «Макаренко і діти»

На зміну П. К. Бойку на посаду директора у 1987 році прийшов Гальченко Іван Васильович, який очолює навчальний заклад і до сьогодні. 1988 року за визначні заслуги в процесі підготовки педагогічних кадрів педучилищу присвоєно ім'я А. С. Макаренка. На подвір'ї училища встановлено пам'ятник «Макаренко і діти». У 1989 році було відкрито новий навчальний корпус та допоміжні приміщення.

### 1990-ті роки
У серпні 1997 року при педучилищі було створено ліцей-інтернат для обдарованої сільської молоді.
У 1998 році було відкрито відділення фізичного виховання.
З 1999 року при педучилищі навчаються ліцеїсти Кременчуцького ліцею з посиленою військово-фізичною підготовкою.

### 2000-ні роки
З 2002 року працює консультпункт Глухівського національного педагогічного університету імені Олександра Довженка.
У 2003 році було створено консультативно-методичний центр Полтавського обласного інституту післядипломної педагогічної освіти ім. М. В. Остроградського.

### 2010-ті роки
У 2012 році у селі Потоки був відкритий навчально-оздоровчий комплекс «Ерудит».
У 2015 році училище реорганізовано у Кременчуцький педагогічний коледж імені А. С. Макаренка.
Восени 2016 року коледж отримав ліцензію за трьома спеціальностями на підготовку освітнього рівня «бакалавр».

### 2020-ті роки
У січні 2021 року, після виходу Івана Васильовича Гальченка на пенсію, коледж очолила колишня його випускниця Леся Валентинівна Крупіна. Спочатку вона була призначена виконуючим обов'язки директора, а в травні перемогла на перших в історії закладу виборах директора.
У жовтні 2021 року, у зв'язку з розширенням переліку спеціальностей та освітніх програм у коледжі, депутати Полтавської облради ухвалили рішення про зміну назви закладу, і з вересня 2022 року він став називатися Обласний коледж «Кременчуцька гуманітарно-технологічна академія імені А. С. Макаренка» Полтавської обласної ради.
24 грудня 2024 року Полтавська облрада змінила тип і назву закладу на Комунальний заклад вищої освіти «Кременчуцька гуманітарно-технологічна академія» Полтавської обласної ради.

## Директори
- Гармаш Євтихій Іванович
- Ковтун Микола Наумович
- Скачко Олександр Олексійович
- Резнік П. П.
- Консевич П.
- Бендеберя І. П.
- Коломієць
- Бондаревський
- Федорко Панас Васильович
- Трушевський Василь Миколайович
- Семко Петро Борисович
- Бойко Петро Карпович
- Гальченко Іван Васильович
- Крупіна Леся Валентинівна

## Структура закладу
Станом на 2021 рік у коледжі діяли такі відділення:
- відділення підготовки вчителів початкового навчання (стаціонар);
- відділення підготовки вихователів дошкільних закладів (стаціонар та заочний);
- відділення підготовки вчителів фізичної культури (стаціонар).

Відділення початкової освіти (завідувачка — Ступак Юлія Іванівна) забезпечує підготовку фахівців ступеня «Бакалавр» та освітньо-кваліфікаційного рівня «Молодший спеціаліст» за професійною кваліфікацією «Вчитель початкових класів» та однією з додаткових кваліфікацій (учитель англійської мови в початкових класах, учитель інформатики в початкових класах, соціальний педагог, керівник гуртка образотворчого мистецтва, керівник дитячого хорового колективу, керівник дитячого хореографічного колективу).
Студенти відділення дошкільної освіти (завідувачка — Бровата Олена Борисівна) здобувають ступінь «Бакалавр» та освітньо-кваліфікаційний рівень «Молодший спеціаліст» за кваліфікацією «Вихователь у дошкільних закладах» і теж отримують одну з додаткових кваліфікацій (вихователь логопедичних груп, організатор фізичного виховання, організатор музичної діяльності, вихователь з правом навчання англійської мови, сімейний вихователь).
Відділення фізичного виховання (завідувач — Бондаренко Віталій Володимирович) готує фахівців ступеня «Бакалавр» та освітньо-кваліфікаційного рівня «Молодший спеціаліст» за професійною кваліфікацією «Вчитель фізичної культури».
Структурними підрозділами КГТА є Полтавська обласна спеціалізована школа-інтернат II—III ступенів із поглибленим вивченням окремих предметів та курсів при Кременчуцькому педколеджі (ліцей «Політ»), навчально-оздоровчий комплекс «Ерудит», бібліотека.
У закладі діє методичний кабінет, яким з 1992 по 2015 рр. завідувала Лозинська Євдокія Федорівна. Основними напрямами його діяльності є атестація навчальних кабінетів, конкурси творчих робіт та «Учитель року», «Школа початкуючого викладача», виставки, семінари, випуск творчих надбань викладачів, студентів тощо. У 2015 році методкабінет очолила кандидат педагогічних наук Кулікова Тетяна Василівна.
При КГТА працює консультпункт Глухівського національного педагогічного університету імені Олександра Довженка, де випускники можуть продовжити навчання.
З метою створення зручних умов для проходження перепідготовки і підвищення кваліфікації працівників освіти, що проживають і працюють у Кременчуці та в близьких до нього сільських районах, при закладі працює консультативно-методичний центр Полтавського обласного інституту післядипломної педагогічної освіти ім. М. В. Остроградського. Керує роботою консультативно-методичного центру від часу його створення викладач педучилища Штефан Лідія Юріївна.

## Наукова діяльність
18 березня 2016 року у коледжі пройшла I Всеукраїнська науково-практична конференція «Актуальні питання сучасної педагогіки: творчість, майстерність, професіоналізм».

## Культурне життя

### Музей історії закладу
У 1993 році відкрито Музей історії педучилища — культурно-освітній осередок і зібрання матеріалів з історії навчального закладу. Міститься в одній аудиторії на першому поверсі «нового корпусу» КГТА.
Музей було відкрито за ініціативи викладача української мови та літератури Ольги Панасівни Сидоренкової. Саме вона заклала основи колекції музею, збираючи та систематизуючи пам'ятки минулих років: фотокартки, листи, спогади колишніх студентів. Фіксувала події в хронологічній послідовності, вела альбоми, листувалася з випускниками училища. Сидоренкова О. П. очолювала музей до 2015 року. З вересня 2015 р. завідувачем музею був призначений Кущ Олег Миколайович.
Колекція музею включає рукописні та друковані документи, нагороди та призи навчального закладу, сувеніри. Стенди та виставкові вітрини знайомлять відвідувачів з основними етапами історії та структурою закладу, презентують інформацію про керівників, викладачів, викладацькі династії, видатних випускників.
Музей відвідують студенти-першокурсники, учні ліцею «Політ», працівники освіти, вчителі, які приїжджають на курси підвищення кваліфікації, гості КГТА.
Ведеться при музеї і пошукова та наукова робота. Члени ради музею працюють із фотографіями, документами, листуються з випускниками минулих років, збирають матеріали для поповнення музею експонатами, оновлюють стенди. Це сприяє розвитку особистості, вихованню патріотизму, національної свідомості.
У 2006 році з нагоди 75-річчя училища був виданий історичний нарис «З минулого у сьогодення», де докладно описана й проілюстрована вся історія закладу, яка нерозривно пов'язана з історією України.
У 2011 році до 80-річчя був виданий фотолітопис, де вміщені численні фото і документи, які розповідають про історію педагогічного коледжу (автори: Сидоренкова О. П., Котлярова О. В.); створена «Книга спогадів» випускників закладу різних років, починаючи з 40-х, серед яких спогади академіків Півторака Г. П. та Степаненка М. І.
У 2014 р. розпочато пошукову роботу про випускників навчального закладу — учасників Революції гідності та антитерористичної операції на Сході України.

### Творчі колективи
Багато студентів закладу є учасниками різноманітних гуртків та колективів художньої самодіяльності, серед яких є й ті, що мають звання народних: народний дівочий духовий оркестр «Роксолана», народний колектив естрадно-класичного танцю «Арабеск», народний театр «Арлекін».

### «Наша газета»
Щомісяця видається «Наша газета» (з 2002 по 2015 рр. її редактором була Крівченко Ольга Іванівна), у якій висвітлюються найважливіші події з життя КГТА. Девіз газети: «За істину, добро і мудрість».

## Персоналії

### Відомі викладачі
- Калениченко Іван Федорович — викладач музики і співів, письменник, член НСПУ
- Лисенко Тетяна Іванівна — викладач інформатики, заслужений вчитель України.
- Мельник Валентин Іванович — тренер з підготовки учнів до Всеукраїнських та Міжнародних олімпіад з інформатики, заслужений вчитель України.
- Сидоренкова Ольга Панасівна — викладач української мови та літератури, заслужений вчитель України.

### Відомі випускники
- Рак (Дегтяр) Анастасія Трохимівна (1922—2014) — народна художниця, заслужений майстер народної творчості України, лауреат премії ім. Катерини Білокур.
- Великолуг Микола Іванович (1935—?) — український педагог, викладач, ректор Глухівського педагогічного інституту (1980—1985).
- Півторак Григорій Петрович (нар. 1935) — учений-мовознавець
- Бондаревська Ольга Дмитрівна (нар. 1936) — педагог, науковець, організатор навчально-виховного процесу з підготовки учительських кадрів.
- Степаненко Микола Іванович (нар. 1958) — учений-мовознавець, літературознавець, публіцист, педагог.
- Нелюба Анатолій Миколайович (нар. 1961) — учений-мовознавець.
- Колесник Надія Геннадіївна (1970—2010) — благодійник, перший директор Кременчуцького міського центру соціальної реабілітації дітей-інвалідів.
- Дудченко Анатолій Анатолійович (1973—2023) — український педагог і військовик, учасник Російсько-української війни.
- Кобзистий Віктор Володимирович (нар. 1979) — український баскетболіст і тренер, майстер спорту України міжнародного класу.
- Касьянова (Мельниченко) Ганна Анатоліївна (нар. 1983) — українська легкоатлетка (багатоборство), майстер спорту України міжнародного класу.
- Карпець Артем (нар. 1984) — польський боксер.